# Приемских, Николай Николаевич
Николай Николаевич Приемских (1866, Петербург — 1918, Пермь) — русский горный инженер, директор Сормовского завода.

## Биография
Родился 3 (15) августа 1866 года в Санкт-Петербурге в многодетной семье чиновника Министерства финансов.
В 1885 году с золотой медалью окончил  Санкт-Петербургское коммерческое училище. 
По окончании Горного института в Петербурге, стажировался в Бельгии на заводе «Коккериль».
С 1895 года работал инженером на Сормовском заводе,   в 1905—1907 годах продолжил работу в качестве  директора.
В 1918 горный инженер Златоустовского горного округа.
Расстрелян в Перми по приговору Пермской губернской чрезвычайной комиссии в период красного террора.
В 2006 году реабилитирован решением прокуратуры Пермского края.

## Семья
В 1896 году  сочетался браком с дочерью арзамсского купца 1-й гильдии Софьей Кащеевой. 
Дети: Николай, 1897 года рождения, Ольга 1899 года рождения, Григорий 1903 года рождения. Старший сын Николай приговорен к расстрелу в 1937 году. 
Сестра, Антонина Николаевна Приемская (1881—1922), была замужем за капитаном 1 ранга Алексеем Михайловичем Щастным. Расстрелян большевиками 22 июня 1918 г.